# Diadromus capitosus
Diadromus capitosus är en stekelart som beskrevs av Berthoumieu 1901. Diadromus capitosus ingår i släktet Diadromus och familjen brokparasitsteklar. Inga underarter finns listade i Catalogue of Life.